# Milano Smistamento

Karte der Eisenbahnanlagen von Milano. Der Rangierbahnhof befindet sich rechts auf dem Bild.
Die in den 1930er und 1940er Jahren neu gestalteten Anlagen sind rot dargestellt, die stillgelegten schwarz schraffiert oder gestrichelt

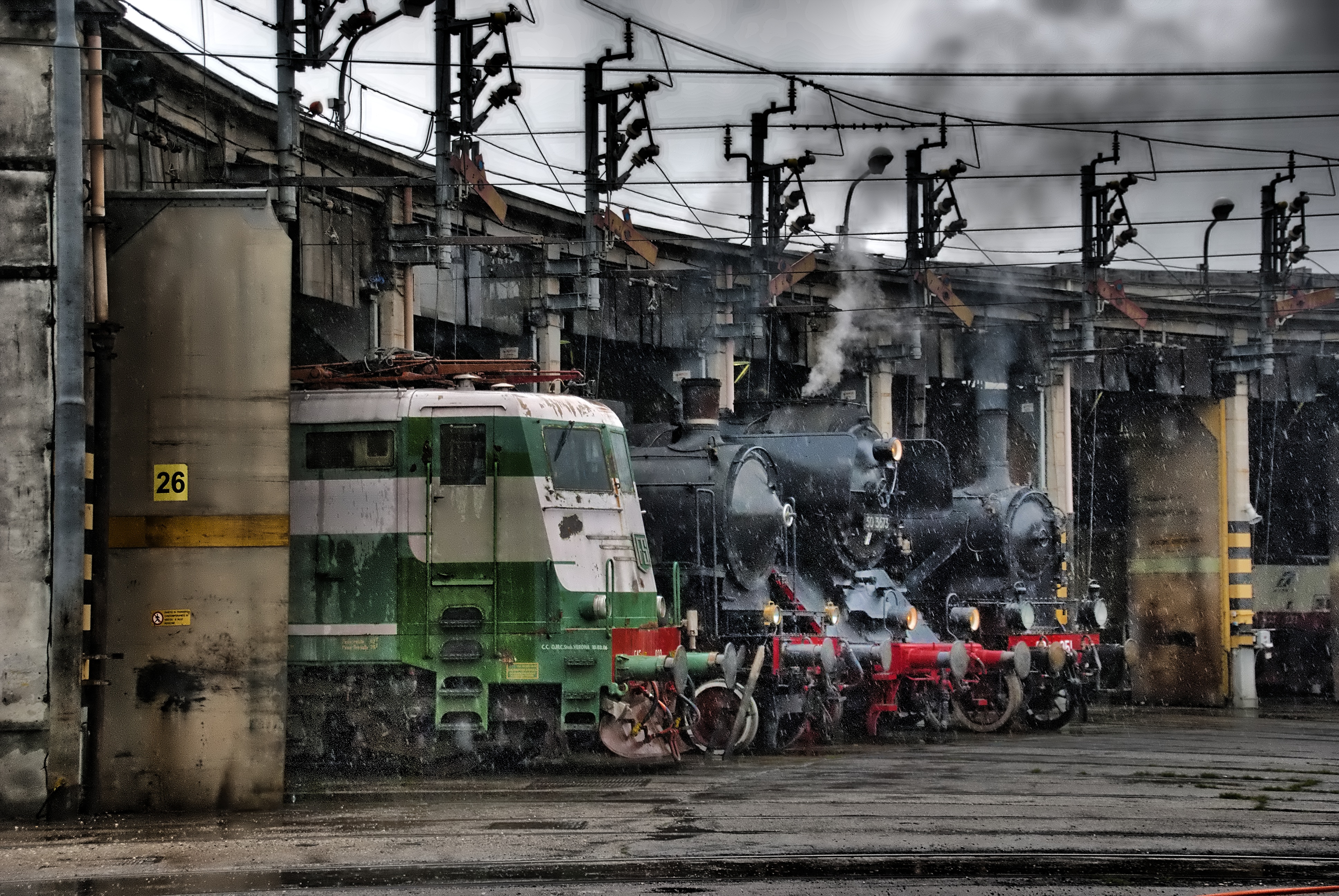
Rundlokschuppen des Depots Milano Smistamento

Milano Smistamento, ursprünglich Lambrate Smistamento, ist einer der größten Rangierbahnhöfe Italiens. Er liegt östlich von Mailand an der Strecke in Richtung Venedig und dient der Abfertigung der Züge von Mailand in alle Richtungen. Die wichtigsten Destinationen sind Turin, Venedig, Bologna, Genua, die Schweizer Grenze mit den Rangierbahnhöfen Domodossola, Luino und Chiasso, sowie Destinationen in Nordeuropa, die über die Simplonstrecke und den Lötschberg-Basistunnel oder über den Gotthard-Basistunnel erreicht werden.
Der Bahnhof wurde im Rahmen der Neugestaltung des Mailänder Eisenbahnknotens erstellt und 1931 in Betrieb genommen. Er ersetzte den Rangierbahnhof Porta Sempione, der an die Kapazitätsgrenzen stieß, aber nicht mehr weiter ausgebaut werden konnte, weil er im Stadtgebiet lag. In Milano Smistamento war auch Bahnbetriebswerk für Dampflokomotiven untergebracht.
Im Zweiten Weltkrieg wurde der Rangierbahnhof beschädigt, er wurde aber in den 1950er Jahren wieder aufgebaut und elektrifiziert. Die Elektrifizierung führte zu einer schrittweisen Abschaffung der Dampflokomotiven, die durch Elektro- und Diesellokomotiven ersetzt wurden, wobei letztere hauptsächlich zum Rangieren eingesetzt wurden. Das Betriebswerk passte sich an – viele Strukturen aus der Dampflokzeit verschwanden, darunter der Rundlokschuppen, in dem die Loks untergebracht waren. Der Wassertank und die Drehscheibe bleiben aber erhalten. In den 2010er Jahren waren dem Depot von Mercitalia bis zu 180 Lokomotiven zugeteilt.